# بنكوي رجبي (مقاطعة فيروزآباد)
بنكوي رجبي (بالفارسية: بنکوی رجبی) هي قرية تقع في قسم خواجه‌اي الريفي في إيران. يقدر عدد سكانها بـ 0 نسمة بحسب إحصاء 2016.